# 長與站
長與站（日语：／ Nagayo eki */?）是位於長崎縣西彼杵郡長與町吉無田鄉275番，九州旅客鐵道（JR九州）的長崎本線（長與支線）車站。站名標的圖案為中尾城公園。
行走在長崎本線舊線的普通列車（除了前往長與外），於時間表和列車出發標示中，會標示（經長與）。而行走在長崎本線新線的Sea Side Liner和普通列車浦上、喜喜津各站之後的車站之列車出發標示中，會標示（經市布）（而時間表則省略）。

## 車站構造
車站是一座設有跨站式站房的地面車站，設有2面2線的相對式月台。跨站式站房在1997年11月落成啟用，大樓外形特徵為長與町特產橘的橫切面形狀，部分玻璃為彩色玻璃。
此站與大草站是長崎本線舊線中，唯二可進行列車交會的車站。由於此站前往長崎站或浦上站的使用者較多，因此部分來自長崎站的列車會在此站折返。
此站是業務委託車站，委托JR九州鐵道營業負責車站業務。此站設有綠色窗口，在售票櫃臺同時設有小型商店，在自動售票機旁設有商品販賣處。

### 月台
現時，所有上行列車在長崎本線內均只駛至諫早站，其餘班次均會在諌早站改行大村線，所有前往東諫早站至江北站間，均必須在諌早站轉車。
| 月台 | 路線      | 上下行 | 方向                                      | 備註            |
| ---- | --------- | ------ | ----------------------------------------- | --------------- |
| 1、2 | ■長崎本線 | 上行   | 諫早、直通■大村線至竹松、早岐、佐世保方向 | 主要使用1號月台 |
| 1、2 | ■長崎本線 | 下行   | 長崎方向                                  | 主要使用2號月台 |

參考
- 此站於閘內外一共設有4部升降機。
- 1號月台近長崎一方曾經設有缺角式月台，現時不再使用。
- 在列車到達時，此站會有自動廣播（簡易式廣播，與西浦上站和浦上站相同款式）。
- 由於此站曾經有許多優等列車進行列車交會，因此月台較長。可是只有4卡車廂長度的月台升高了。
- 在國鐵時代，於現時2號月台對面曾經設有另一座月台。在JR成立時同時廢止，月台已經拆毀。在未建成現時車站大樓時還有一些遺蹟。

## 歷史
- 1897年7月22日：此站至長崎站（即現時的浦上站）之間開通，此站啟用[4]。
- 1898年11月27日：大村站至諫早站至長與站之間開通。
- 1987年4月1日：國鐵分割民營化，車站由九州旅客鐵道（JR九州）營運[5]。
- 1997年：

- 2月12日：開始建設跨站式站房。
- 11月1日：現時的站房竣工。

- 2012年12月1日：可使用SUGOCA[6]。

在長崎至長與之間開通後，至長崎本線全線開通（即現時經大村線、佐世保線的路線）的約1年之間，曾經設有連接舟津港（長與港）（距離此站3公里）與早岐站之間的大村灣連絡船。在2013年1月尾前，長與港曾經設有前往長崎機場的高速船（由大村灣觀光汽船營運），該航線在同年2月停運。現時，若在此站前往長崎機場，可轉乘巴士前往時津町，然後於時津港轉乘另一條高速船航線（由安田產業汽船營運）前往機場。
在終戰時期，由於長崎市內發生了原子彈爆炸事件，因此長崎本線當時以此站為終點站（後來，長崎站方向重開後，只有救護列車運行）。

## 使用狀況
1日平均乘車人次如下：
| 乘車人次變化 | 乘車人次變化 |
| 年度         | 1日平均人次  |
| ------------ | ------------ |
| 2001         | 1,806        |
| 2002         | 1,877        |
| 2003         | 1,910        |
| 2004         | 1,904        |
| 2005         | 1,889        |
| 2006         | 1,880        |
| 2007         | 1,880        |
| 2008         | 1,873        |
| 2009         | 1,845        |
| 2010         | 1,865        |
| 2011         | 1,867        |
| 2012         | 1,901        |
| 2013         | 1,950        |
| 2014         | 1,927        |
| 2015         | 1,979        |
| 2016         | 1,943        |
| 2017         | 1,973        |
| 2018         | 1,930        |
| 2019         | 1,917        |
| 2020         | 1,570        |
| 2021         | 1,522        |
| 2022         | 1,591        |
| 2023         | 1,697        |

## 車站周邊
在長與站車站大樓內設有社區會堂。

### 東出口（公園出口）方向
在東出口站前展示日本國鐵C57形蒸氣機車車輪，該車輪曾經為蒸氣機車一部分時，作為一架「原爆救援列車」，從此站出發前往長崎市救援傷者。該車輪原本在長崎市中央公園展示，隨後長崎市寄贈至此站展出。
- 吉無田公園
- 長與町公所
- 中尾城公園
  - 長與町民文化會堂
  - 陶藝之館

### 西出口（大學出口）方向
在車站出入口設有行人天橋跨越道路。
- 長崎縣道33號長崎多良見線（日语：長崎県道33号長崎多良見線）（與長崎縣道45號東長崎長與線（日语：長崎県道45号東長崎長与線）重疊區間）
- 長與町立長與第二中學（日语：長与町立長与第二中学校）
- 長崎縣立大學錫伯德校區（前・縣立長崎錫伯德大學（日语：県立長崎シーボルト大学））
- 長與新城

## 巴士路線
長崎巴士
- 長與駅巴士站（於東出口迴旋路內）
  - 長與站 - 從堂崎出發前往長與站前
- 長與站東出口巴士站（在跨越長與川處）
  - 長與新城 - 長與站東出口 - 時津、上橫尾方向（毎小時1班以下）
- 長與站西出口巴士站（在西出口對出，沒有巴士總站）
  - 長與新城 - 長與站西出口～崎尾入口、青葉台團地、昭和町、住吉（純心校（日语：純心中学校・純心女子高等学校）前）、大橋、浦上站前、長崎站前、市政廳（日语：長崎市役所）前（大波止）、長崎新地總站（日语：長崎新地ターミナル）方向（毎小時2班）
  - 琴之尾登口、本川內 - （部分經隱川內、綠丘團地） - 長與站西出口 - 縣立大学錫伯德分校、道之尾、住吉、大橋、浦上站前、長崎站前、大波止、長崎新地總站方向（毎小時1班）
- 崎尾入口巴士站（從西出口往長崎方向步行一段距離。與西出口的長與站西出口巴士站相同路線）

長崎縣營巴士
- 長與站西出口巴士站
  - 縣立大學錫伯德分校 - 馬納比野團地 - 長與站西口 - Sunny Town - 昭和町 - 西山台團地 - 長崎東中學·高校（日语：長崎県立長崎東中学校・高等学校）（長崎東中學・高校上學班次平日、星期六1班。放校班次平日2班、星期六1班。學校假日暫停服務。不是只讓學生專用，一般乘客也可乘坐）

## 相鄰車站
九州旅客鐵道（JR九州）
長崎本線（長與支線）
本川內－長與－高田

## 外部連結
- JR九州長與站 （页面存档备份，存于）（日語）